# Paul Gondard (sculpteur)
Pour les articles homonymes, voir Paul Gondard.
Paul Gondard, né à Marseille le 7 septembre 1884, et mort dans la même ville le 27 février 1953, est un sculpteur français.

## Biographie
Paul Lucien Gondard entre à l'école des beaux-arts de Marseille où il est l'élève d'Émile Aldebert et de Marius Guindon.
Il se marie à Marseille le 17 novembre 1910 avec Marguerite Siméone Gibon. Sa sœur, Anne Marie Virginie Gondard, épouse le 8 octobre 1897 le sculpteur François Carli.
Il participe aux grandes manifestations de l'entre-deux-guerres, telle que l'Exposition coloniale de Marseille de 1922. Il entre à l'Académie de Marseille le 4 mai 1950.
Il est inhumé à Marseille au cimetière Saint-Pierre.

## Œuvres
En 1926, Paul Gondard réalise le Monument aux morts de la vallée du Queyras, inscrit à l'inventaire générale des Monuments historiques. Il exécute ensuite un Monument à Edmond Rostand.
En 1934 il réalise le Monument à Ernest Reyer qui représente le compositeur concentré méditant sur un fauteuil monolithe. Le montant droit de ce fauteuil est orné d'un portrait féminin évoquant Salammbô, la dernière œuvre du compositeur ; sur le montant gauche est sculpté le portrait de Sigurd, œuvre de Reyer présentée lors de l'inauguration du nouvel opéra municipal de Marseille en 1924. Cette sculpture, inaugurée le 16 décembre 1934, a d'abord été installée sur le péristyle de l'Opéra de Marseille puis transférée dans les jardins du Palais Longchamp
Il exerce également son talent comme médailleur ; il réalise ainsi les portraits des médecins Léon Imbert (1868-1955) et Charles Guérin de Montguareuil-Valmale (1871-1937).

## Œuvres dans les collections publiques
- Château-Ville-Vieille : Monument aux morts de la vallée du Queyras dit aussi Monument de l'Ange gardien (1925)[6]
- La Ciotat : Monument à Jean Bouissou (1934)[7]
- La Fare-les-Oliviers : Monument aux morts[8]
- Les Loges-en-Josas : Croix de cimetière[9]
- Marseille, 
  - Parc Chanot ; Monument à Edmond Rostand (1930)[10]
  - Palais Longchamp : Monument à Ernest Reyer (1934)[11]
  - Musée des Beaux-Arts : Mozart, buste marbre[12]
  - Cimetière Saint-Pierre : tombeau Les voix de la mer de Nivière (1928)[13].
- Port-de-Bouc : Monument aux morts[14]
- Toulon, jardin Alexandre Ier : Monument commémoratif à François Fabié[15]
- Uzès : Monument aux morts (coq en bronze)[16]

Œuvres de Paul Gondard
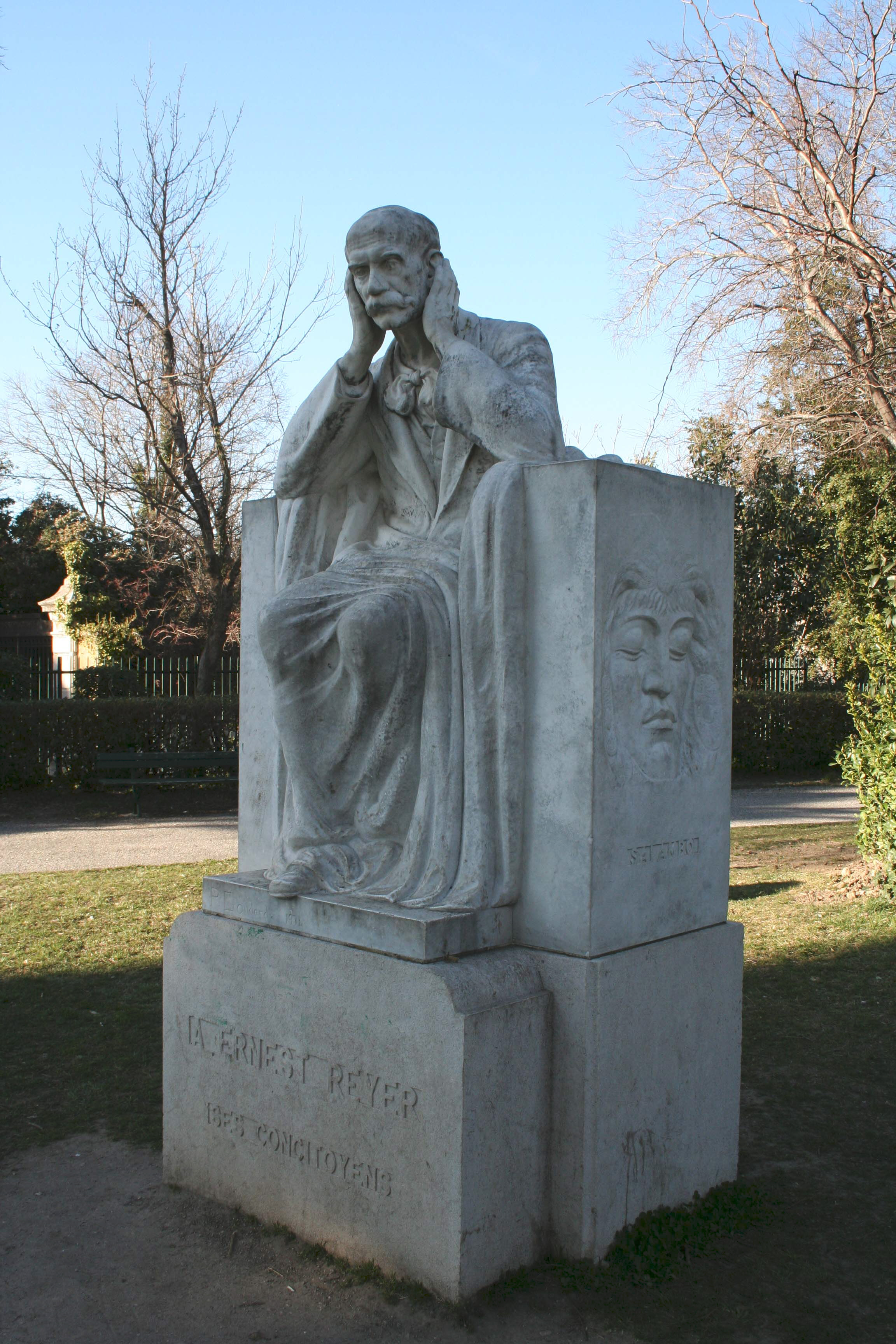
Ernest Reyer
Edmond Rostand
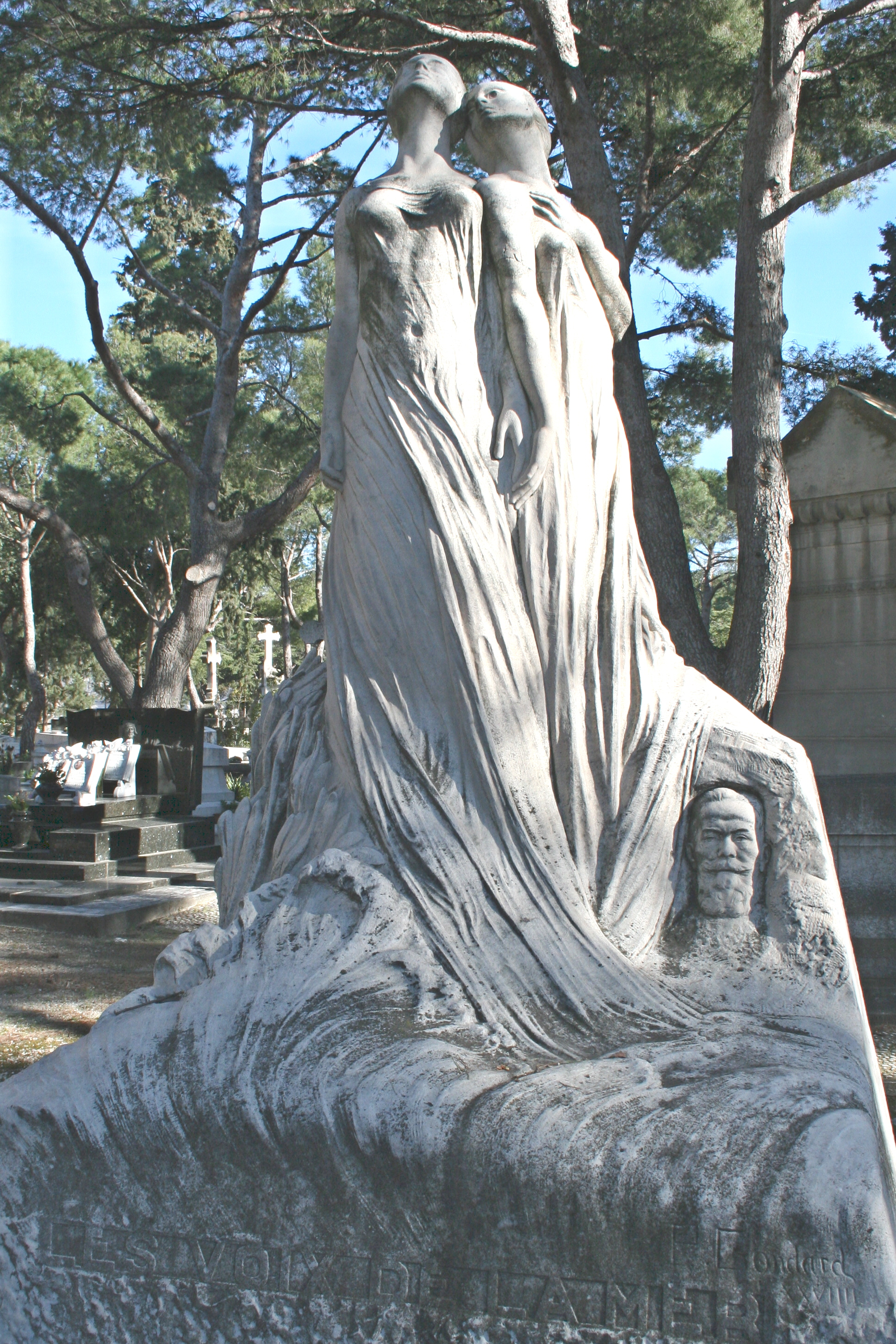
Les voix de la mer
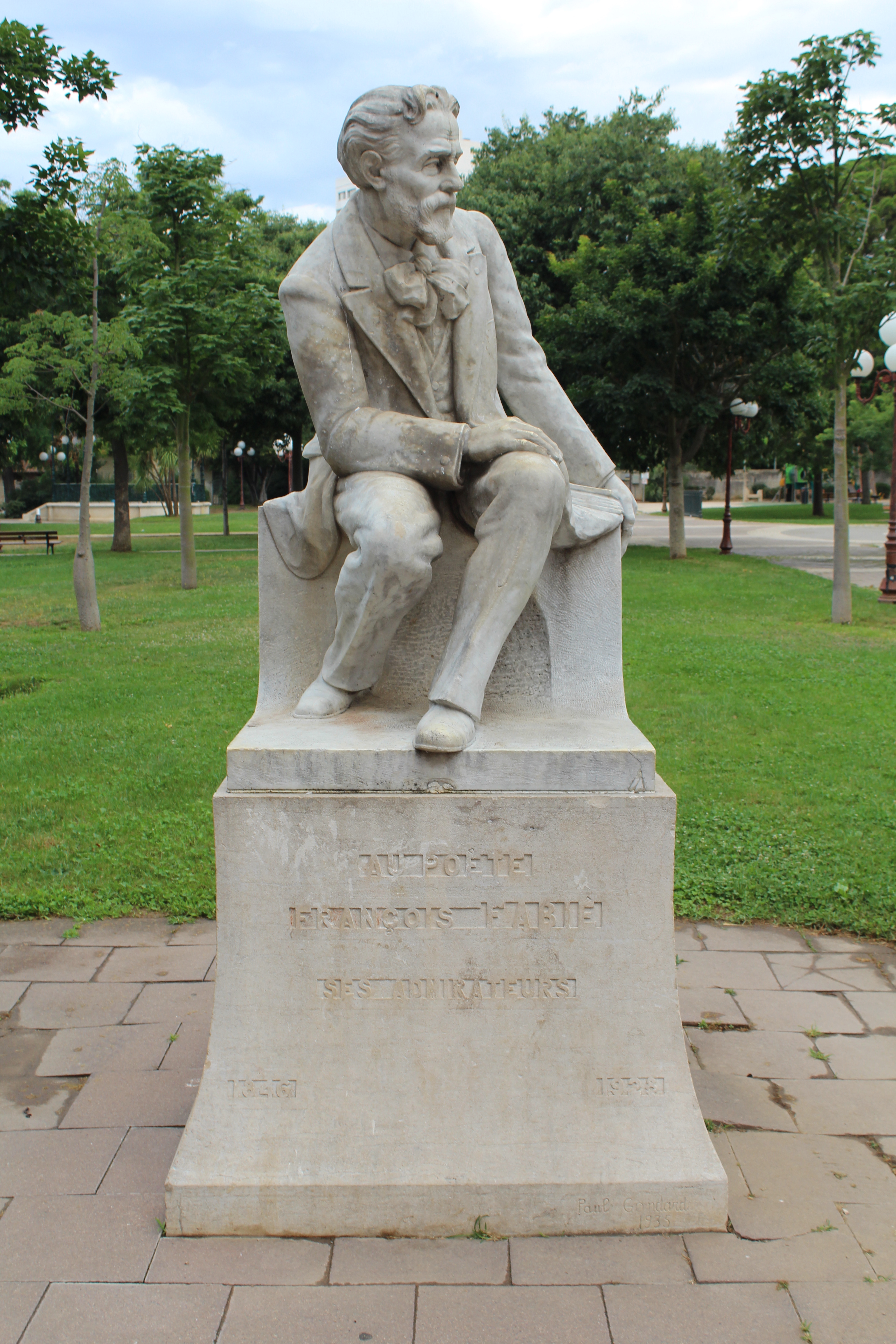
François Fabié